# Feixiang
Feixiang, även romaniserat Feisiang, är ett härad som lyder under Handans stad på prefekturnivå i Hebei-provinsen i norra Kina.